# Nederlandse Super Cup amateurs
De Nederlandse Super Cup voor amateurs was de voetbalwedstrijd tussen de regerend algemeen amateurkampioen en de winnaar van de KNVB beker voor amateurs. De wedstrijd werd gespeeld aan het begin van het nieuwe seizoen.
In 2016 werd de laatste wedstrijd gespeeld. Vanaf het seizoen 2016/17 kent de KNVB-voetbalpyramide een open structuur met promotie/degradatie regeling tussen het amateur- en betaaldvoetbal waarbij de titel "algemeen amateurkampioen" niet meer wordt gebezigd.

## Finales
N.B. De eerste deelname is gelinkt, de vet gezette clubs wonnen de supercup in het desbetreffende jaar.
| Jaar | Landskampioen    | Uitslag       | Bekerwinnaar  |
| ---- | ---------------- | ------------- | ------------- |
| 1995 | IJsselmeervogels | 3-6           | SV Argon      |
| 1996 | niet gespeeld    | niet gespeeld | niet gespeeld |
| 1997 | VV Baronie       | 2-2 wns       | SV Babberich  |
| 1998 | niet gespeeld    | niet gespeeld | niet gespeeld |
| 1999 | HSC '21          | 1-4           | VV Gemert     |
| 2000 | VV Katwijk       | 2-1           | KBV           |
| 2001 | VV Baronie       | 1-1 wns       | ADO '20       |
| 2002 | AGOVV            | 0-1           | VSV TONEGIDO  |
| 2003 | SV Huizen        | 2-2 wns       | VSV TONEGIDO  |
| 2004 | Quick Boys       | 1-2           | Ter Leede     |
| 2005 | ASWH             | 4-1           | SC Genemuiden |

| Jaar | Landskampioen         | Uitslag | Bekerwinnaar     |
| ---- | --------------------- | ------- | ---------------- |
| 2006 | V.V. IJsselmeervogels | 3-1     | ASWH             |
| 2007 | SV Argon              | 6-2     | Türkiyemspor     |
| 2008 | FC Lisse              | 1-0     | Rijnsburgse Boys |
| 2009 | WKE                   | 3-0     | BVV Barendrecht  |
| 2010 | IJsselmeervogels      | 2-0     | VV Dongen        |
| 2011 | IJsselmeervogels      | 1-2     | Achilles '29     |
| 2012 | Achilles '29          | 2-1     | RKSV Leonidas    |
| 2013 | VV Katwijk            | 2-1     | De Treffers ¹    |
| 2014 | SV Spakenburg         | 1-4     | ASWH             |
| 2015 | FC Lienden            | 0-0 wns | IJsselmeervogels |
| 2016 | Excelsior Maassluis   | 4-0     | SV Spakenburg    |

¹ De Treffers verloor de bekerfinale van SV Argon, maar die club stopte met een standaardteam in de zondagafdeling, waardoor bekerfinalist De Treffers de plek innam.
Bekers:
KNVB beker (amateurs) · Super Cup (amateurs) · Districtsbekers
Niveaus:
Tweede divisie · Derde divisie · Vierde divisie · 1e klasse · 2e klasse · 3e klasse · 4e klasse · 5e klasse · 6e klasse · 7e klasse · 8e klasse